# Труппа артистов оперы и оперетты братьев Гаджибековых
Труппа артистов оперы и оперетты братьев Гаджибековых (азерб. Hacıbəyli qardaşlarının opera-operetta artistləri dəstəsi) —  — труппа независимых артистов, работавших в Азербайджане. Труппой руководили Узеир Гаджибеков и Зульфугар Гаджибеков.

## Создание
В 1914 году, после конфликта между обществом «Ниджат» и Узеиром Гаджибековым по поводу права собственности на оперу «Лейли и Меджнун», была создана администрация братьев Гаджибековых. 31 августа 1916 года Узеир и Зульфугар образовали «Труппу артистов оперы и оперетты братьев Гаджибековых». Труппу возглавил Узеир Гаджибеков. Газета "Ачыг сёз" в первой информации на этот счет писала:  
Организована труппа под названием "Труппа артистов оперы и оперетты братьев Гаджибековых". Все наши известные артисты вошли в эту труппу. Узеир бек привлек туда из драматических артистов и Аббас Мирзу Шарифзаде, которому поручил работу по режиссуре ("Ачыг сёз", 31 августа, 1916).

## Деятельность
Труппа ставила спектакли не только в Баку, но и гастролировала во многих городах Кавказа, Поволжья и Средней Азии. Репертуар труппы составляют в основном оперы и оперетты братьев Гаджибековых, «Лейли и Меджнун», «Асли и Керем», «Ашуг Гариб», «Муж и жена», «Безбрачные, когда женатые», «Аршин мал алан», "Не та, так эта" и другие музыкальные произведения заняли главное место. В апреле 1917 года труппа гастролировала в Тифлисе. Здесь были поставлены спектакли «Аршин мал алан», «Его не должно быть, это должно быть», «Шах Исмаил», «Ашик Гариб». Спектакль поставил Аббас Мирза Шарифзаде, дирижировал Узеир Гаджибеков.
После мартовского геноцида 1918 года труппа братьев Гаджибековых приостановила свою деятельность в Баку. После освобождения Баку 15 сентября 1918 года Правительство Азербайджанской Демократической Республики переехало в Баку. Решением Министерства народного просвещения от 18 октября 1918 года в здании театра братьев Маиловых был создан Азербайджанский государственный театр. В октябре того же года братья Зульфугар и Узеир Гаджибековы вернулись в Баку и начали переговоры с отдельными художниками об организации группы художников из Баку.
В номере газеты «Азербайджан» от 21 октября 1918 года сообщалось, что по инициативе братьев Гаджибековых в Баку была создана труппа, в которую вошли все артисты драмы, оперы и оперетты, независимо от направления их сценической деятельности. В состав этой труппы входило более 26 видных деятелей сцены. Выступления труппы, созданной братьями Гаджибековыми, в основном проходили в здании Государственного театра в Баку. Позже был создан Шушинский филиал театральной труппы братьев Гаджибековых.
В период Азербайджанской Демократической Республики было широко распространено проведение благотворительных спектаклей. 26 октября 1918 года 22 292 рубля, собранные в результате выступления, организованного группой Шамседдина Сами «Гавейи-ахангер», были переданы Военному министерству АДР для поддержки семей шехидов. Позже братья Гаджибековы поставили трагедию «Надир-шах», чтобы починить надгробие актера Гусейна Араблинского, убитого 4 марта 1919 года, и оказать материальную помощь его матери.
В 1919 году труппа братьев Гаджибековых гастролировала по Турции в Стамбуле. Эти гастроли настолько успешны, что Восточный театр в Стамбуле арендуют на несколько месяцев. После показа очередного спектакля «Аршин мал алан» в Стамбуле к актерам труппы подошел представитель французской кинокомпании «Пате». Он пригласил азербайджанских актеров в Париж со спектаклем «Аршин мал алан». А по окончании месячного тура предложил снять фильм по пьесе. После того, как актеры вернулись в Баку, они получили одобрение Узеира Гаджибекова. Правительство Азербайджанской Республики также одобрило съемки фильма. Однако в результате последовавшей советизации Азербайджана поездка труппы в Париж и съемки стали невозможными.
28 апреля 1920 года было созвано экстренное собрание, и руководство труппой, успешно действовавшей в течение нескольких лет, было распущено, как «потерявшее доверие», и вместо неё был создан Союз тюркских актеров». Мамедали Сидги был назначен представителем Союза.